# Різ Візерспун
Ло́ра Джин Різ Ві́зерспун (англ. Laura Jeanne Reese Witherspoon; нар. 22 березня 1976, Новий Орлеан, США) — американська акторка, продюсерка кіно і телебачення, підприємиця та модель. Володарка премії «Оскар» та «Золотий глобус» (2006) за головну роль у фільмі «Переступити межу», премії Еммі за продюсування серіалу Велика маленька брехня. Удостоєна зірки на Голлівудській алеї слави.

## Дитинство та юність
Народилася у родині лікарів у Новому Орлеані 22 березня 1976 р. Матір Бетті — лікарка-педіатр та викладачка педіатрії в Університеті Вандербілта. Батько Джон — колишній військовий лікар, зараз отоларинголог.
У дитинстві теж планувала лікарське майбутнє і не думала стати акторкою. Проте вперше на екрані з'явилась у 7 років у рекламному ролику. У школі була відмінницею, а також займалась у шкільній театральній студії та в 11 років перемогла на «Конкурсі талантів» штату. Пізніше підробляла моделлю, отримуючи гонорар 50 доларів на день. У 14 років пішла за компанію з подругою на кінопроби до стрічки «Людина на місяці», де й отримала першу роль.
У 1994 закінчила коледж та вступила до Стенфордського університету на факультет англійської літератури, але через напружений графік зйомок змушена була покинути навчання.

## Акторська кар'єра

### 1990—1998: Ранні роботи
У 1990 році Візерспун разом з друзями прийшла на відкрите прослуховування до фільму «Людина на Місяці», маючи намір спробувати себе на будь-яку незначну роль. Однак вона отримала головну роль 14-річної сільської дівчини Дені Трент, яка закохується у 17-річного сусіда. Фільм вийшов наприкінці 1991 року. Журнал «Variety» назвав гру Візерспун «незабутньо зворушливою», а критик Роджер Еберт сказав: «Її перший поцілунок — одна з найкращих сцен, які я коли-небудь бачив у кіно». За цю роль Візерспун отримала першу номінацію на премію «Молодий актор». Пізніше в тому ж році вона з'явилася і на телеекранах у фільмі Даян Кітон «Дика квітка» з Патрицією Аркетт.
У 1992 році Візерспун грала в телефільмі «Нестерпний вибір: Зберегти дитину» серйозно хвору дівчину на ім'я Кессі Роббінс. Наступного року знялася в мінісеріалі каналу CBS «Return to Lonesome Dove», а також зіграла Нонні Паркер у фільмі «В полоні пісків». У тому ж році з'явилася у другорядній ролі Карен Морріс у фільмі «Джек-ведмідь», за яку була удостоєна премії «Молодий актор». У 1994 році Візерспун виконала головну роль Венді Пфістер у фільмі Джефрі Леві «Японський городовий». У 15 років брала участь у пробах до фільму «Мис страху», проте роль дісталася Джульєтт Льюїс.

### 1999—2004: успіх
Визнання Візерспун принесли роботи у фільмах «Плезантвіль» (1998) та «Жорстокі ігри» (1999). На зйомках останнього вона познайомилася з актором Райаном Філіпом, з яким у червні 1999 одружилася, а у вересні народила доньку Аву Елізабет. Проте кар'єра Філіпа не складалася, він мав проблеми з алкоголем та наркотиками. Після народження сина Дікона у 2003 пара розлучилася.
Справжнє визнання до Різ Візерспун прийшло з роллю інтелектуалки Ель Вудз у стрічці «Білявка в законі» (2001 р.).

### 2005—нині: «Переступити межу» та інші проєкти
Різ Візерспун удостоєна зірки на Голівудській алеї слави з 2 грудня 2010. Різ Візерспун є володаркою премій «Оскар» та «Золотий глобус» за роль у фільмі «Переступити межу». Також акторка виступає обличчям косметичної компанії «Ейвон».

## Інша діяльність
Обурена втручанням папарацці в особисте життя, Різ Візерспун разом з Кемерон Діас, Ліндсі Лохан і Геллі Беррі зібрала компромат на поведінку фотографів і представила губернатору Арнольду Шварценеггеру, після чого був прийнятий закон, що з 1 січня 2006 обмежив права фотографів (введено штраф за фотографування без згоди).

## Різ Візерспун і Україна
У 2022 році під час повномасштабного російського вторгнення в Україну, що є частиною російсько-української війни, Різ Візерспун підтримала Україну, виставивши на своїй сторінці в Твіттері інформацію про збір коштів для біженців та дітей, які постраждали під час війни.

## Фільмографія

### Акторка
| Рік       |     | Українська назва                                | Оригінальна назва                                    | Роль                        |
| --------- | --- | ----------------------------------------------- | ---------------------------------------------------- | --------------------------- |
| 1991      | ф   | Людина на Місяці                                | The Man in the Moon                                  | Дані Трант                  |
| 1991      | тф  | Дика квітка                                     | Wildflower                                           | Еллі Перкінс                |
| 1992      | тф  | Нестерпний вибір: Зберегти дитину               | Desperate Choices: To Save My Child                  | Кессі Роббінс               |
| 1993      | тф  | Самотній голуб: Повернення                      | Return to Lonesome Dove                              | Ферріс Даннінг              |
| 1993      | ф   | У полоні пісків                                 | A Far Off Place                                      | Нонні Паркер                |
| 1993      | ф   | Джек-ведмідь                                    | Jack the Bear                                        | Карен Морріс                |
| 1994      | ф   | Японський городовий                             | S.F.W.                                               | Венді Пфістер               |
| 1996      | ф   | Шосе                                            | Freeway                                              | Ванесса Лутц                |
| 1996      | ф   | Страх                                           | Fear                                                 | Ніколь Вокер                |
| 1998      | ф   | Сутінки                                         | Twilight                                             | Мел Еймс                    |
| 1998      | ф   | Нічна посилка                                   | Overnight Delivery                                   | Айві Міллер                 |
| 1998      | ф   | Плезантвіль                                     | Pleasantville                                        | Дженніфер                   |
| 1999      | ф   | Жорстокі ігри                                   | Cruel Intentions                                     | Аннет Гарґроув              |
| 1999      | ф   | Вискочка                                        | Election                                             | Трейсі Флік                 |
| 1999      | ф   | найкращі плани                                  | Best Laid Plans                                      | Лісса                       |
| 2000      | ф   | Американський психопат                          | American Psycho                                      | Евелін Вілльямс             |
| 2000      | ф   | Ніккі-диявол молодший                           | Little Nicky                                         | Голлі                       |
| 2000      | с   | Друзі                                           | Friends                                              | Джилл Грін                  |
| 2000      | мс  | Король гори                                     | King of the Hill                                     | Деббі                       |
| 2001      | мф  | Лебедина труба                                  | The Trumpet of the Swan                              | Серена                      |
| 2001      | ф   | Білявка в законі                                | Legally Blonde                                       | Еллі Вудс                   |
| 2002      | ф   | Як важливо бути серйозним                       | The Importance of Being Earnest                      | Сесиль                      |
| 2002      | ф   | Стильна штучка                                  | Sweet Home Alabama                                   | Мелані Смутер               |
| 2002      | мс  | Сімпсони                                        | The Simpsons                                         | Грета Вольфкасл             |
| 2003      | с   | Свобода: Історія про нас                        | Freedom: A History of Us                             | різні ролі                  |
| 2003      | ф   | Блондинка в законі 2: Червоне, біле і блондинка | Legally Blonde 2: Red, White & Blonde                | Еллі Вудс                   |
| 2004      | ф   | Ярмарок марнославства                           | Vanity Fair                                          | Беккі Шарп                  |
| 2005      | ф   | Переступити межу                                | Walk the Line                                        | Джун Картер                 |
| 2005      | ф   | Між небом і землею                              | Just Like Heaven                                     | доктор Елізабет Мастерсон   |
| 2006      | ф   | Пенелопа                                        | Penelope                                             | Енні                        |
| 2007      | ф   | Версія                                          | Rendition                                            | Ізабелла Філдс Ель-Ібрагімі |
| 2008      | ф   | Чотири Різдва                                   | Four Christmases                                     | Кейт                        |
| 2009      | мф  | Монстри проти чужих                             | Monsters vs. Aliens                                  | Сьюзен Мерфі / Гінорміка    |
| 2009      | мф  | Монстри проти овочів                            | Monsters vs Aliens: Mutant Pumpkins from Outer Space | Сьюзен Мерфі / Гінорміка    |
| 2009      | вг  | Монстри проти чужих                             | Monsters vs. Aliens                                  | Сьюзен Мерфі / Гінорміка    |
| 2010      | ф   | Звідки ти знаєш?                                | How Do You Know                                      | Ліза                        |
| 2011      | ф   | Води слонам                                     | Water for Elephants                                  | Марлена Розенблютом         |
| 2012      | ф   | Отже, війна                                     | This Means War                                       | Лорен Скотт                 |
| 2012      | ф   | Мад                                             | Mud                                                  | Юніпер                      |
| 2013      | ф   | Вузол диявола                                   | Devil's Knot                                         | Пем Гоббс                   |
| 2014      | ф   | Дика                                            | Wild                                                 | Шеріл Стрейд                |
| 2014      | ф   | Брехня заради порятунку                         | The Good Lie                                         | Керрі                       |
| 2014      | ф   | Вроджена вада                                   | Inherent Vice                                        | Пенні Кімбелл               |
| 2015      | ф   | Палкі втікачки                                  | Hot Pursuit                                          | Роуз Купер                  |
| 2016      | мф  | Співай                                          | Sing                                                 | Розіта                      |
| 2017—2019 | с   | Велика маленька брехня                          | Big Little Lies                                      | Меделін Марта Маккензі      |
| 2017      | ф   | Знову вдома                                     | Home Again                                           | Еліс Кінні                  |
| 2019—2021 | с   | Ранкове шоу                                     | The Morning Show                                     | Бредлі Джексон              |
| 2020      | с   | Усюди жевріють пожежі                           | Little Fires Everywhere                              | Елена Річардсон             |
| 2021      | док | Друзі: Возз'єднання                             | Friends: The Reunion                                 | у ролі самої себе           |
| 2021      | мф  | Sing 2                                          | Sing 2                                               | Розіта                      |
| 2023      | ф   | До тебе чи до мене                              | Your Place or Mine                                   | Деббі Данн                  |
|           | ф   | Блондинка в законі 3                            | Legally Blonde 3                                     | Еллі Вудс                   |

### Продюсерка
| Рік       |   | Українська назва                                | Оригінальна назва                     | Роль                 |
| --------- | - | ----------------------------------------------- | ------------------------------------- | -------------------- |
| 2003      | ф | Блондинка в законі 2: Червоне, біле і блондинка | Legally Blonde 2: Red, White & Blonde | виконавча продюсерка |
| 2006      | ф | Пенелопа                                        | Penelope                              | продюсерка           |
| 2009      | в | Блондинки в законі                              | Legally Blondes                       | продюсерка           |
| 2014      | ф | Дика                                            | Wild                                  | продюсерка           |
| 2014      | ф | Загублена                                       | Gone Girl                             | продюсерка           |
| 2015      | ф | Палкі втікачки                                  | Hot Pursuit                           | продюсерка           |
| 2017—2019 | с | Велика маленька брехня                          | Big Little Lies                       | продюсерка           |
| 2019—2021 | с | Ранкове шоу                                     | The Morning Show                      | виконавча продюсерка |
| 2020      | с | Усюди жевріють пожежі                           | Little Fires Everywhere               | виконавча продюсерка |
| 2022      | ф | Там, де раки співають                           | Where the Crawdads Sing               | продюсерка           |

## Нагороди та номінації
| Нагорода                       | Рік  | Категорія                                         | Робота                 | Результат |
| ------------------------------ | ---- | ------------------------------------------------- | ---------------------- | --------- |
| Оскар                          | 2006 | Найкраща жіноча роль                              | Переступити межу       | Перемога  |
| Оскар                          | 2015 | Найкраща жіноча роль                              | Дика                   | Номінація |
| BAFTA Awards                   | 2006 | Найкраща жіноча роль                              | Переступити межу       | Перемога  |
| BAFTA Awards                   | 2015 | Найкраща жіноча роль                              | Дика                   | Номінація |
| BAFTA TV Awards                | 2018 | Найкращий міжнародний серіал                      | Велика маленька брехня | Номінація |
| Золотий глобус                 | 2000 | Найкраща жіноча роль — комедія або мюзикл         | Вискочка               | Номінація |
| Золотий глобус                 | 2002 | Найкраща жіноча роль — комедія або мюзикл         | Білявка в законі       | Номінація |
| Золотий глобус                 | 2006 | Найкраща жіноча роль — комедія або мюзикл         | Переступити межу       | Перемога  |
| Золотий глобус                 | 2015 | Найкраща жіноча роль — драма                      | Дика                   | Номінація |
| Золотий глобус                 | 2018 | Найкраща жіноча роль мінісеріалу або телефільму   | Велика маленька брехня | Номінація |
| Золотий глобус                 | 2020 | Найкраща жіноча роль у телесеріалі — драма        | Ранкове шоу            | Номінація |
| Еммі                           | 2017 | Найкраща жіноча роль у мінісеріалі або телефільмі | Велика маленька брехня | Номінація |
| Еммі                           | 2017 | Найкращий мінісеріал                              | Велика маленька брехня | Перемога  |
| Еммі                           | 2020 | Найкращий мінісеріал                              | Усюди жевріють пожежі  | Номінація |
| Еммі                           | 2022 | Найкраща жіноча роль у драматичному телесеріалі   | Ранкове шоу            | Номінація |
| Премія Гільдії кіноакторів США | 2006 | Найкраща жіноча роль                              | Переступити межу       | Перемога  |
| Премія Гільдії кіноакторів США | 2015 | Найкраща жіноча роль                              | Дика                   | Номінація |
| Премія Гільдії кіноакторів США | 2018 | Найкраща жіноча роль у мінісеріалі або телефільмі | Велика маленька брехня | Номінація |
| Премія Гільдії кіноакторів США | 2020 | Найкращий акторський склад у драматичному серіалі | Велика маленька брехня | Номінація |
| Премія Гільдії кіноакторів США | 2022 | Найкращий акторський склад у драматичному серіалі | Ранкове шоу            | Номінація |
| Премія Гільдії кіноакторів США | 2022 | Найкраща жіноча роль у драматичному серіалі       | Ранкове шоу            | Номінація |
| Супутник                       | 2000 | Найкраща жіноча роль — комедія або мюзикл         | Вискочка               | Номінація |
| Супутник                       | 2002 | Найкраща жіноча роль — комедія або мюзикл         | Білявка в законі       | Номінація |
| Супутник                       | 2005 | Найкраща жіноча роль — комедія або мюзикл         | Переступити межу       | Перемога  |
| Супутник                       | 2015 | Найкраща жіноча роль — кінофільм                  | Дика                   | Номінація |
| Кінопремія «Вибір критиків»    | 2006 | Найкраща акторка                                  | Переступити межу       | Перемога  |
| Кінопремія «Вибір критиків»    | 2015 | Найкраща акторка                                  | Дика                   | Номінація |
| Вибір телевізійних критиків    | 2018 | Найкраща акторка в мінісеріалі або телефільмі     | Велика маленька брехня | Номінація |
| Вибір телевізійних критиків    | 2024 | Найкраща акторка в драматичному серіалі           | Ранкове шоу            | Номінація |
| AACTA International Awards     | 2015 | Найкраща жіноча роль                              | Дика                   | Номінація |